# 7 août aux Jeux olympiques d'été de 2020
Navigation
Juillet :
- 21
- 22
- 23
- 24
- 25
- 26
- 27
- 28
- 29
- 30
- 31

Août : 
- 1er
- 2
- 3
- 4
- 5
- 6
- 7
- 8

Le samedi 7 août aux Jeux olympiques d'été de 2020 est le dix-huitième jour de compétition.

## Programme
| Heure UTC+09:00 (Japon)                       |               |
| bleu                                          | Cérémonie     |
| neutre                                        | Épreuve       |
| or                                            | Finale        |
| orange                                        | Petite finale |
| rose                                          | Reporté       |
| gris                                          | Annulé        |
| Compétition masculine                         | Hommes        |
| Compétition féminine                          | Femmes        |
| Compétition mixte (hommes et femmes mélangés) | Mixte         |
| Compétition en couple (1 homme et 1 femme)    | Couple        |
| modifier                                      |               |

| Horaire | Discipline Spécialité | Discipline Spécialité                          | Discipline Spécialité                         | Phase                  | Résultats                                                             | Références |
| ------- | --------------------- | ---------------------------------------------- | --------------------------------------------- | ---------------------- | --------------------------------------------------------------------- | ---------- |
| 7 h     |                       | Athlétisme Marathon                            | Compétition femmes                            | Finale                 | Peres Jepchirchir · Brigid Kosgei · Molly Seidel                      |            |
| 7 h 30  |                       | Golf Compétition féminine (Tour 4)             | Compétition femmes                            | Finale                 | Nelly Korda · Mone Inami · Lydia Ko                                   |            |
| 9 h 30  |                       | Canoë-kayak (course en ligne) C2 500 m         | Compétition femmes                            | Demi-finale            | -                                                                     | -          |
| 9 h 30  |                       | Canoë-kayak (course en ligne) C1 1 000 m       | Compétition hommes                            | Demi-finale            | -                                                                     | -          |
| 9 h 30  |                       | Canoë-kayak (course en ligne) K4 500 m         | Compétition femmes                            | Demi-finale            | -                                                                     | -          |
| 9 h 30  |                       | Canoë-kayak (course en ligne) K4 500 m         | Compétition hommes                            | Demi-finale            | -                                                                     | -          |
| 9 h 30  |                       | Canoë-kayak (course en ligne) C2 500 m         | Compétition femmes                            | Finale                 | Chine · Ukraine · Canada                                              |            |
| 9 h 30  |                       | Canoë-kayak (course en ligne) C1 1 000 m       | Compétition hommes                            | Finale                 | Isaquias Queiroz · Liu Hao · Serghei Tarnovschi                       |            |
| 9 h 30  |                       | Canoë-kayak (course en ligne) K4 500 m         | Compétition femmes                            | Finale                 | Hongrie · Biélorussie · Pologne                                       |            |
| 9 h 30  |                       | Canoë-kayak (course en ligne) K4 500 m         | Compétition hommes                            | Finale                 | Allemagne · Espagne · Slovaquie                                       |            |
| 9 h 30  |                       | Water-polo Tournoi féminin                     | Compétition femmes                            | Match pour la 7e place | Chine 7-16 Canada                                                     |            |
| 10 h    |                       | Beach-volley Tournoi masculin                  | Compétition hommes                            | Petite finale          | Pļaviņš / Točs 0-2 Ahmed / Cherif                                     |            |
| 10 h    |                       | Beach-volley Tournoi masculin                  | Compétition hommes                            | Finale                 | Mol / Sørum 2-0 Krasilnikov / Stoyanovskiy                            |            |
| 10 h    |                       | Gymnastique rythmique Concours des ensembles   | Compétition femmes                            | Qualifications         | -                                                                     | -          |
| 10 h    |                       | Plongeon Haut-vol à 10 mètres                  | Compétition hommes                            | Demi-finale            | -                                                                     | -          |
| 11 h    |                       | Water-polo Tournoi féminin                     | Compétition femmes                            | Match pour la 5e place | Pays-Bas 7-14 Australie                                               |            |
| 11 h 30 |                       | Basket-ball Tournoi masculin                   | Compétition hommes                            | Finale                 | France 82-87 États-Unis                                               |            |
| 12 h    |                       | Baseball Tournoi masculin                      | Compétition hommes                            | Petite finale          | République dominicaine 10-6 Corée du Sud                              |            |
| 13 h 30 |                       | Volley-ball Tournoi masculin                   | Compétition hommes                            | Petite finale          | Argentine 3-2 Brésil                                                  |            |
| 13 h 40 |                       | Water-polo Tournoi féminin                     | Compétition femmes                            | Petite finale          | Hongrie 11-9 ROC                                                      |            |
| 14 h    |                       | Boxe Poids mouches (moins de 52 kg)            | Compétition hommes                            | Finale                 | Galal Yafai · Carlo Paalam · Ryomei Tanaka / Saken Bibossinov         |            |
| 14 h    |                       | Boxe Poids mouches (moins de 51 kg)            | Compétition femmes                            | Finale                 | Stoyka Krasteva · Buse Çakıroğlu · Tsukimi Namiki / Huang Hsiao-wen   |            |
| 14 h    |                       | Boxe Poids moyens (moins de 75 kg)             | Compétition hommes                            | Finale                 | Hebert Conceição · Oleksandr Khyzhniak · Eumir Marcial / Gleb Bakshi  |            |
| 14 h    |                       | Boxe Poids welters (moins de 69 kg)            | Compétition femmes                            | Finale                 | Busenaz Sürmeneli · Gu Hong · Oshae Jones / Lovlina Borgohain         |            |
| 14 h    |                       | Karaté Kumite - Poids lourds (plus de 61 kg)   | Compétition femmes                            | Tours préliminaires    | -                                                                     | -          |
| 14 h    |                       | Karaté Kumite - Poids lourds (plus de 75 kg)   | Compétition hommes                            | Tours préliminaires    | -                                                                     | -          |
| 14 h    |                       | Karaté Kumite - Poids lourds (plus de 61 kg    | Compétition femmes                            | Demi-finale            | -                                                                     | -          |
| 14 h    |                       | Karaté Kumite - Poids lourds (plus de 75 kg)   | Compétition hommes                            | Demi-finale            | -                                                                     | -          |
| 14 h    |                       | Karaté Kumite - Poids lourds (plus de 61 kg)   | Compétition femmes                            | Finale                 | Feryal Abdelaziz · Iryna Zaretska · Gong Li / Sofya Berultseva        |            |
| 14 h    |                       | Karaté Kumite - Poids lourds (plus de 75 kg)   | Compétition hommes                            | Finale                 | Sajjad Ganjzadeh · Tareg Hamedi · Ryutaro Araga / Uğur Aktaş          |            |
| 14 h 30 |                       | Pentathlon moderne Individuel                  | Compétition hommes                            | Finale                 | Joseph Choong · Ahmed Elgendy · Jun Woong-tae                         |            |
| 15 h    |                       | Plongeon Haut-vol à 10 mètres                  | Compétition hommes                            | Finale                 | Cao Yuan · Yang Jian · Tom Daley                                      |            |
| 15 h 20 |                       | Gymnastique rythmique Concours individuel      | Compétition femmes                            | Finale                 | Linoy Ashram · Dina Averina · Alina Harnasko                          |            |
| 15 h 30 |                       | Cyclisme sur piste Vitesse individuelle        | Compétition femmes                            | 8e de finale           | -                                                                     | -          |
| 15 h 30 |                       | Cyclisme sur piste Keirin                      | Compétition hommes                            | 1er tour               | -                                                                     | -          |
| 15 h 30 |                       | Cyclisme sur piste Vitesse individuelle        | Compétition femmes                            | Repêchages             | -                                                                     | -          |
| 15 h 30 |                       | Cyclisme sur piste Keirin                      | Compétition hommes                            | Repêchages             | -                                                                     | -          |
| 15 h 30 |                       | Cyclisme sur piste Vitesse individuelle        | Compétition femmes                            | Quart de finale        | -                                                                     | -          |
| 15 h 30 |                       | Cyclisme sur piste Course à l'américaine       | Compétition hommes                            | Finale                 | Danemark · Grande-Bretagne · France                                   |            |
| 16 h    |                       | Basket-ball Tournoi féminin                    | Compétition femmes                            | Petite finale          | Serbie 76-91 France                                                   |            |
| 16 h 30 |                       | Water-polo Tournoi féminin                     | Compétition femmes                            | Finale                 | Espagne 5-14 États-Unis                                               |            |
| 17 h    |                       | Handball Tournoi masculin                      | Compétition hommes                            | Petite finale          | Égypte 31-3 Espagne                                                   |            |
| 18 h 45 |                       | Lutte Libre - Moins de 65 kg                   | Compétition hommes                            | Repêchages             | -                                                                     | -          |
| 18 h 45 |                       | Lutte Libre - Moins de 50 kg                   | Compétition femmes                            | Repêchages             | -                                                                     | -          |
| 18 h 45 |                       | Lutte Libre - Moins de 97 kg                   | Compétition hommes                            | Repêchages             | -                                                                     | -          |
| 18 h 45 |                       | Lutte Libre - Moins de 65 kg                   | Compétition hommes                            | Finale                 | Takuto Otoguro · Haji Aliyev · Gadzhimurad Rashidov / Bajrang Punia   |            |
| 18 h 45 |                       | Lutte Libre - Moins de 50 kg                   | Compétition femmes                            | Finale                 | Yui Susaki · Sun Yanan · Mariya Stadnik / Sarah Hildebrandt           |            |
| 18 h 45 |                       | Lutte Libre - Moins de 97 kg                   | Compétition hommes                            | Finale                 | Abdulrashid Sadulaev · Kyle Snyder · Reineris Salas / Abraham Conyedo |            |
| 19 h    |                       | Athlétisme Saut en hauteur                     | Compétition femmes                            | Finale                 | Mariya Lasitskene · Nicola McDermott · Yaroslava Mahuchikh            |            |
| 19 h    |                       | Athlétisme 10 000 m                            | Compétition femmes                            | Finale                 | Sifan Hassan · Kalkidan Gezahegne · Letesenbet Gidey                  |            |
| 19 h    |                       | Athlétisme Lancer du javelot                   | Compétition hommes                            | Finale                 | Neeraj Chopra · Jakub Vadlejch · Vítězslav Veselý                     |            |
| 19 h    |                       | Athlétisme 1 500 m                             | Compétition hommes                            | Finale                 | Jakob Ingebrigtsen · Timothy Cheruiyot · Josh Kerr                    |            |
| 19 h    |                       | Athlétisme Relais 4 × 400 m                    | Compétition femmes                            | Finale                 | États-Unis · Pologne · Jamaïque                                       |            |
| 19 h    |                       | Athlétisme Relais 4 × 400 m                    | Compétition hommes                            | Finale                 | États-Unis · Pays-Bas · Botswana                                      |            |
| 19 h    |                       | Baseball Tournoi masculin                      | Compétition hommes                            | Finale                 | États-Unis 0-2 Japon                                                  |            |
| 19 h    |                       | Équitation Saut d'obstacles par équipes        | Compétition mixte (hommes et femmes ensemble) | Finale                 | Suède · États-Unis · Belgique                                         |            |
| 19 h 30 |                       | Natation synchronisée Ballet (programme libre) | Compétition femmes                            | Finale                 | ROC · Chine · Ukraine                                                 |            |
| 20 h    |                       | Basket-ball Tournoi masculin                   | Compétition hommes                            | Petite finale          | Slovénie 93-107 Australie                                             |            |
| 20 h 30 |                       | Football Tournoi masculin                      | Compétition hommes                            | Finale                 | Brésil 2-1 (a.p.) Espagne                                             |            |
| 21 h    |                       | Handball Tournoi masculin                      | Compétition hommes                            | Finale                 | France 25-23 Danemark                                                 |            |
| 21 h 15 |                       | Volley-ball Tournoi masculin                   | Compétition hommes                            | Finale                 | France 3-2 ROC                                                        |            |

## Tableaux des médailles
| Rang  | Nation                 | Or | Argent | Bronze | Total |
| ----- | ---------------------- | -- | ------ | ------ | ----- |
| 1     | États-Unis             | 5  | 3      | 3      | 11    |
| 2     | ROC                    | 3  | 3      | 2      | 8     |
| 3     | Japon                  | 3  | 1      | 3      | 7     |
| 4     | Brésil                 | 3  | 0      | 0      | 3     |
| 5     | Chine                  | 2  | 4      | 1      | 7     |
| 6     | France                 | 2  | 1      | 2      | 5     |
| 6     | Grande-Bretagne        | 2  | 1      | 2      | 5     |
| 8     | Norvège                | 2  | 0      | 0      | 2     |
| 9     | Kenya                  | 1  | 2      | 0      | 3     |
| 10    | Turquie                | 1  | 1      | 1      | 3     |
| 11    | Danemark               | 1  | 1      | 0      | 2     |
| 11    | Égypte                 | 1  | 1      | 0      | 2     |
| 11    | Pays-Bas               | 1  | 1      | 0      | 2     |
| 14    | Inde                   | 1  | 0      | 2      | 3     |
| 15    | Hongrie                | 1  | 0      | 1      | 2     |
| 16    | Bulgarie               | 1  | 0      | 0      | 1     |
| 16    | Allemagne              | 1  | 0      | 0      | 1     |
| 16    | Iran                   | 1  | 0      | 0      | 1     |
| 16    | Israël                 | 1  | 0      | 0      | 1     |
| 16    | Suède                  | 1  | 0      | 0      | 1     |
| 21    | Espagne                | 0  | 3      | 1      | 4     |
| 22    | Ukraine                | 0  | 2      | 3      | 5     |
| 23    | Azerbaïdjan            | 0  | 2      | 1      | 3     |
| 24    | Australie              | 0  | 1      | 1      | 2     |
| 24    | Biélorussie            | 0  | 1      | 1      | 2     |
| 24    | Canada                 | 0  | 1      | 1      | 2     |
| 24    | Tchéquie               | 0  | 1      | 1      | 2     |
| 24    | Philippines            | 0  | 1      | 1      | 2     |
| 24    | Pologne                | 0  | 1      | 1      | 2     |
| 30    | Bahreïn                | 0  | 1      | 0      | 1     |
| 30    | Arabie saoudite        | 0  | 1      | 0      | 1     |
| 32    | Argentine              | 0  | 0      | 1      | 1     |
| 32    | Belgique               | 0  | 0      | 1      | 1     |
| 32    | Botswana               | 0  | 0      | 1      | 1     |
| 32    | Cuba                   | 0  | 0      | 1      | 1     |
| 32    | République dominicaine | 0  | 0      | 1      | 1     |
| 32    | Éthiopie               | 0  | 0      | 1      | 1     |
| 32    | Italie                 | 0  | 0      | 1      | 1     |
| 32    | Jamaïque               | 0  | 0      | 1      | 1     |
| 32    | Kazakhstan             | 0  | 0      | 1      | 1     |
| 32    | Corée du Sud           | 0  | 0      | 1      | 1     |
| 32    | Moldavie               | 0  | 0      | 1      | 1     |
| 32    | Nouvelle-Zélande       | 0  | 0      | 1      | 1     |
| 32    | Qatar                  | 0  | 0      | 1      | 1     |
| 32    | Slovénie               | 0  | 0      | 1      | 1     |
| 32    | Taipei chinois         | 0  | 0      | 1      | 1     |
| Total | Total                  | 34 | 34     | 43     | 111   |

| Rang  | Nation | Or | Argent | Bronze | Total |
| ----- | ------ | -- | ------ | ------ | ----- |
| 1     |        |    |        |        |       |
| 2     |        |    |        |        |       |
| 3     |        |    |        |        |       |
| 4     |        |    |        |        |       |
| 5     |        |    |        |        |       |
| Total |        |    |        |        |       |